# 尾崎町 (八王子市)
尾崎町（おさきまち）は、東京都八王子市の地名である。丁番を持たない単独町名であり、住居表示は未実施区域。郵便番号は192-0025（八王子郵便局管区）。

## 地理
八王子市の北東部に位置し、北は谷地川の支流、谷萩川下流部の南岸、南は中央自動車道に接する。町内の中央を八王子ICのランプが横切る。なお、八王子ICの所在地は料金所のある隣の宇津木町となっている。
東で宇津木町、南で暁町三丁目、西で左入町と隣接する。

### 河川
- 谷萩川

## 歴史
- 江戸時代、現在の尾崎町及び暁町三丁目の一部は多摩郡滝山村の飛地で、小名を尾崎と呼んでいた。[5]
- 1878年（明治11年）11月18日 - 郡区町村編制法の神奈川県での施行により南多摩郡が発足。
- 1889年（明治22年）4月1日 - 町村制施行により、滝山村など13の村が合併し、神奈川県南多摩郡加住村が成立し、現在の尾崎町及び暁町三丁目の一部は加住村大字滝山小名尾崎となる。
- 1893年（明治26年）4月1日 - 南多摩郡が東京府へ編入される。
- 1943年（昭和18年）7月1日 - 東京都制施行。
- 1955年（昭和30年）4月1日 - 東京都南多摩郡加住村が八王子市へ編入される。
- 1956年（昭和31年） - 旧加住村大字滝山の一部の地域が、八王子市尾崎町となる。
- 1977年（昭和52年） - 中央自動車道以南が暁町三丁目に編入される。

## 世帯数と人口
2017年（平成29年）12月31日現在の世帯数と人口は以下の通りである。
| 町丁   | 世帯数 | 人口  |
| ------ | ------ | ----- |
| 尾崎町 | 56世帯 | 103人 |

## 小・中学校の学区
市立小・中学校に通う場合、学区は以下の通りとなる。
| 番地 | 小学校               | 中学校                     |
| ---- | -------------------- | -------------------------- |
| 全域 | 八王子市立加住小学校 | 八王子市立ひよどり山中学校 |

## 交通

### 道路
- 中央自動車道八王子インターチェンジ - 八王子IC第二出口のランプがあり、町内に他道路との交点はない。また、南側の境界が中央自動車道に接近しているが、厳密には町外である。
- ひよどり山道路 - 町内においては通過するのみである。

## 施設

### 商業
- 石森石油（ENEOS八王子インター入口SS）
- アクティオ八王子インター営業所
- トヨタエルアンドエフ東京八王子営業所

### 政治
- 石森たかゆき事務所

### 寺院
- 八幡神社 - 1226年（嘉禄2年）創建。尾崎の鎮守と考えられる。祭神は応神天皇。[5]